# Allamanda blanchetii
Alamanda-rosa, Alamanda-roxa ou Viúva-alegre (Allamanda blanchetii) é uma planta nativa do Brasil, mais especificamente da caatinga da Depressão Sertaneja Setentrional e em outras vegetações relacionadas na mesma região (brejos de altitude, tabuleiro costeiro e encraves de cerrado), nos estados do Ceará, Rio Grande do Norte e Paraíba, e cultivada em todo o território nacional como planta ornamental.

## Descrição
É uma planta arbustiva semi-lenhosa, tóxica e perene. Seu crescimento é considerado escandente e pode atingir até 3 metros de altura. Forma grandes touceiras. Sua flor tem forma campanulada e aspecto envelhecido, podendo ser de cor rosa claro, rosa arroxeada ou branco amarelado. Tem um leve perfume que pode ser sentido aproximando a flor na narina. As folhas são verdes brilhantes, ovaladas, coriáceas, acuminadas e com nervuras marcadas. 

## Toxicidade
Assim como a Alamanda e outras plantas do gênero, possui as terríveis saponinas em sua composição, especialmente presentes em toda a sua folhagem. Sua seiva leitosa pode irritar a pele e causar demartite. A ingestão das saponinas pode causar uma porção de sintomas como enjoos e dores intestinais. Por isso, é preciso ter cuidado ao lidar com a planta e manter longe do alcance de crianças e animais domésticos.

## Outras cores
Alamanda-vermelha, Alamanda-vinho ou Alamanda-rubra é uma variedade desta espécie, que possui hábito menos escandente e folhas e flores um pouco menores. A cor da flor é vermelho escuro e com o aspecto menos envelhecido.
Há também uma variedade conhecida como alamanda-marrom ou alamanda-salmão, que apresenta flores na cor marrom arroxeado.

## Galeria

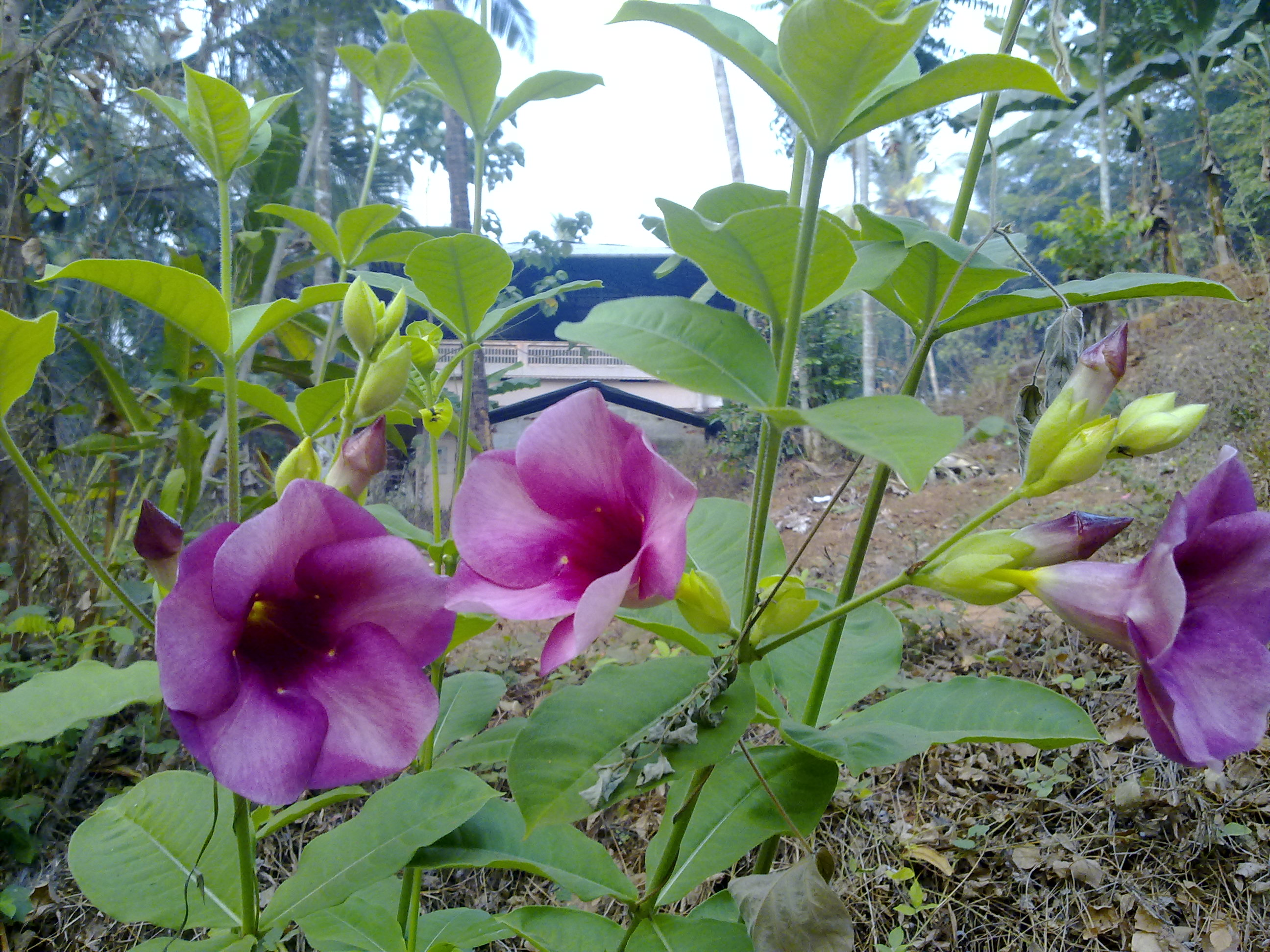
Da cor rosa arroxeada
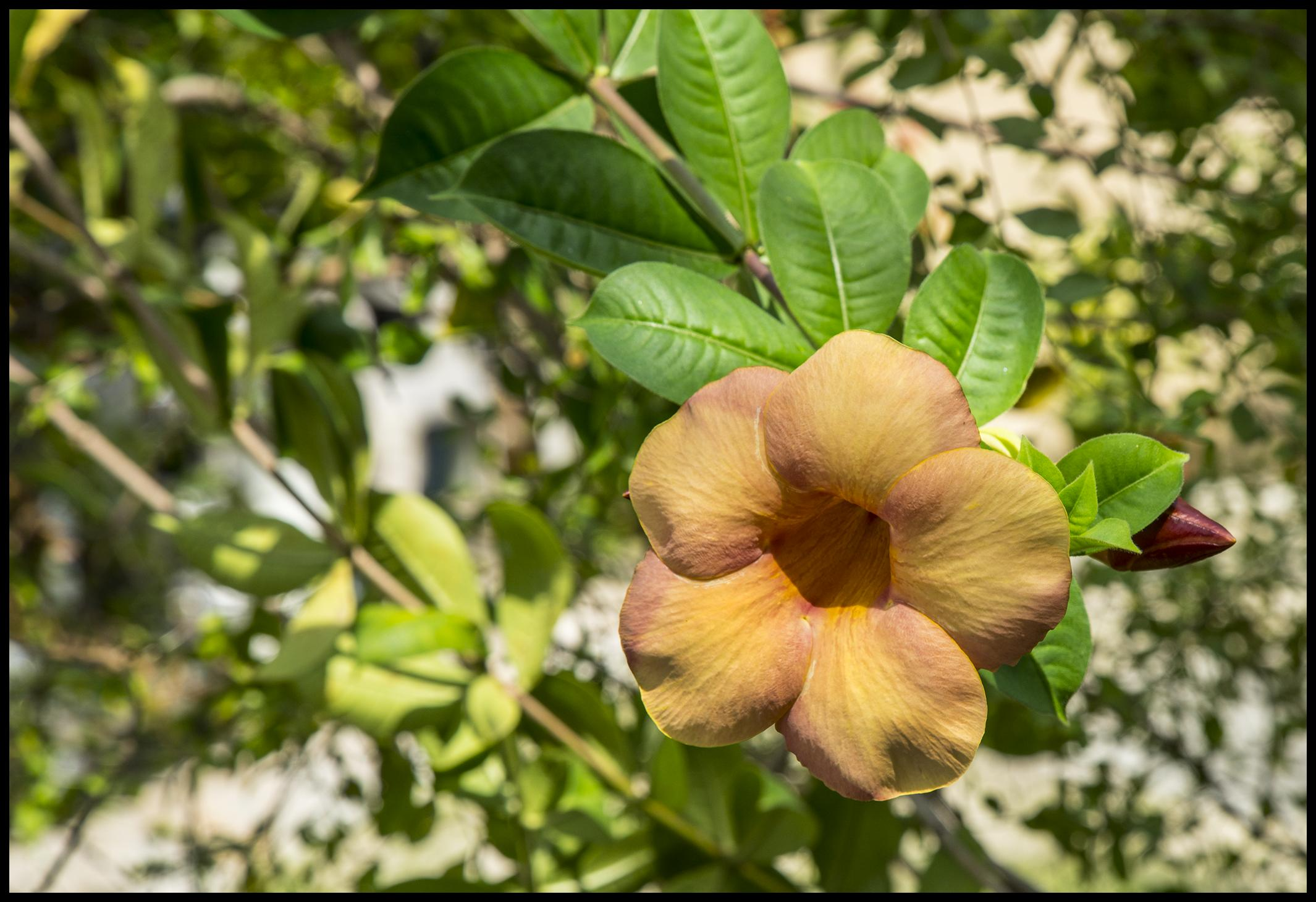
Da cor branco amarelado
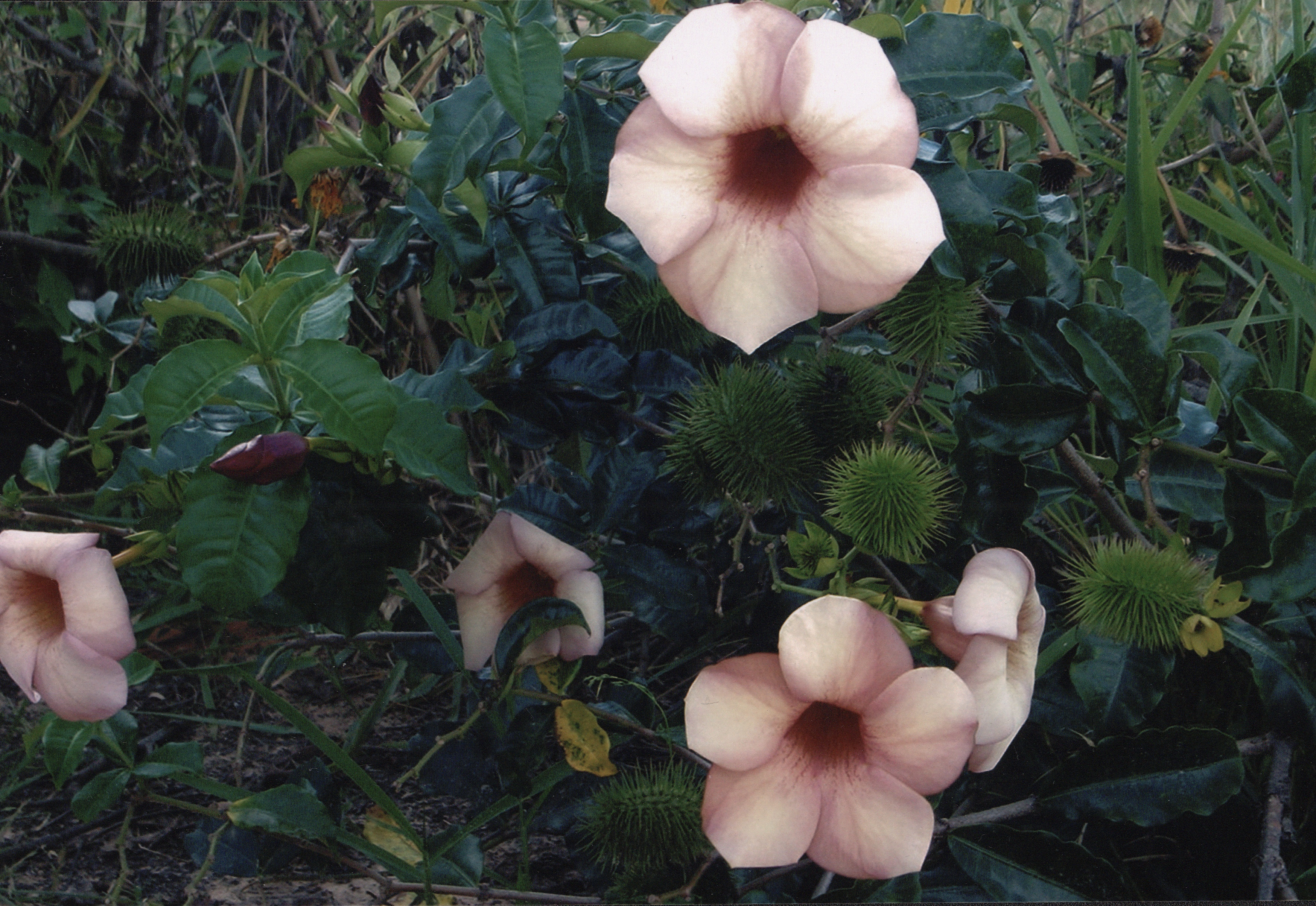
Da cor marrom arroxeado